# Leopoldov
Leopoldov (bis 1948 slowakisch „Mestečko“; deutsch Leopold-Neustadtl oder Leopoldstadt; ungarisch Újvároska) ist eine Stadt im Okres Hlohovec im Westen der Slowakei im unteren Waagtal zwischen den Städten Trnava und Piešťany, etwa 60 km nordöstlich von der Hauptstadt Bratislava entfernt.

## Geschichte

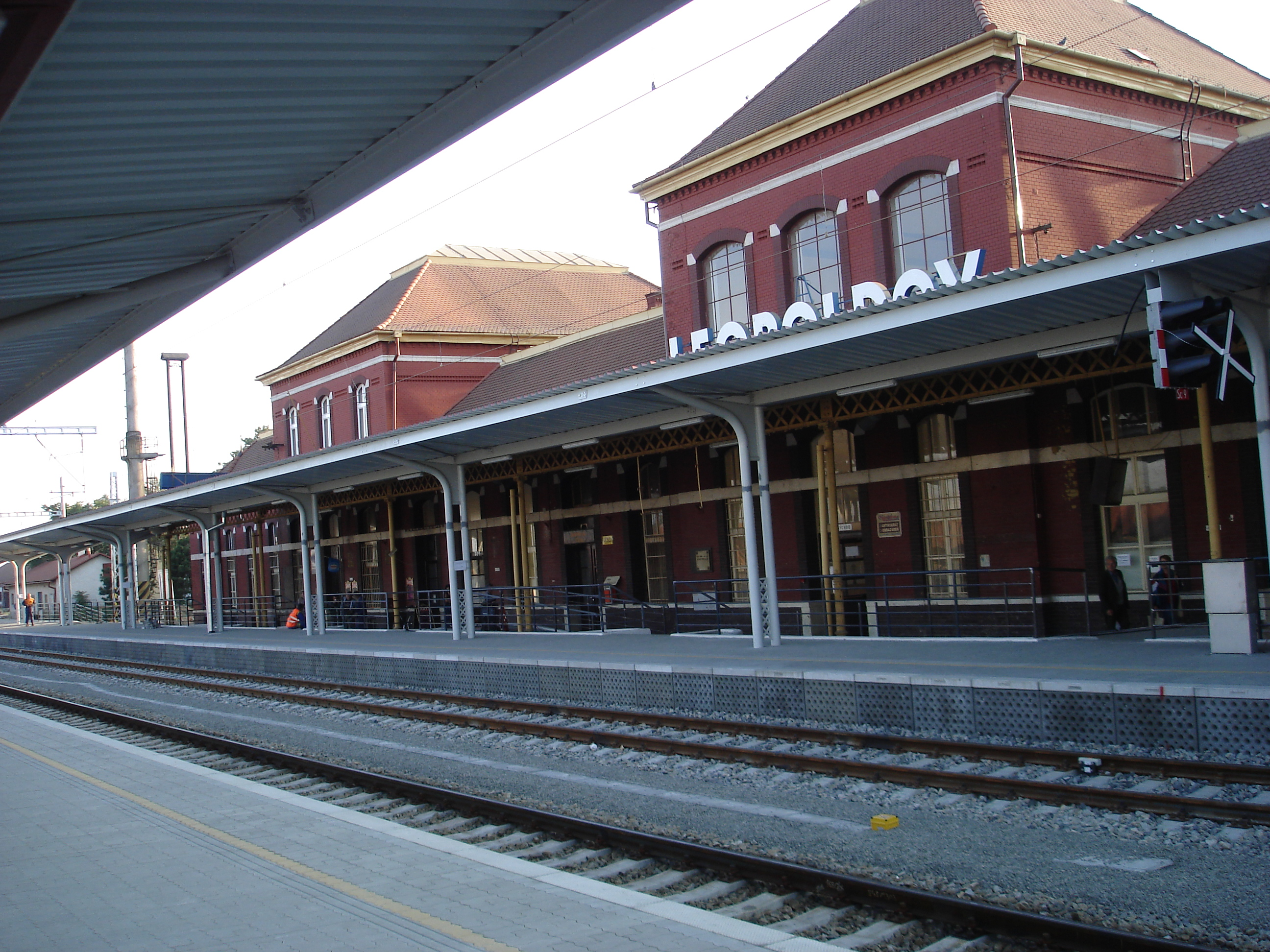
Bahnhof in der Stadt

Die Stadt wurde von 1664 bis 1669 als eine gegen die türkische Bedrohung konzipierte Festung auf Veranlassung von Leopold I. (daher der Name) errichtet und erhielt 1669 die Stadtrechte. Seit 1855 dient die Festung Leopoldov als Gefängnis und ist vor allem aus der Zeit nach 1948 so in Erinnerung geblieben. Nach 1882 wurde die Ortschaft Leopold (deutsch auch Leopoldstadt, ungarisch seit 1873 Lipótvár) eingemeindet.

## Bevölkerung
| Jahr:                | 1994. | 2004.   | 2014.   | 2024.   |
| -------------------- | ----- | ------- | ------- | ------- |
| Anzahl der Personen: | 4009  | 4092    | 4143    | 3873    |
| Unterschied:         |       | +2,07 % | +1,24 % | -6,51 % |

| Jahr:                | 2023. | 2024.   |
| -------------------- | ----- | ------- |
| Anzahl der Personen: | 3907  | 3873    |
| Unterschied:         |       | -0,87 % |

## Stadtname
Früher hieß die Stadt auf Slowakisch: Mestečko (wörtlich „Städtchen“, „Flecken“), Městěčko oder Leopold Mestičko.